# Великобірківська селищна територіальна громада
Великобірківська селищна громада — територіальна громада в Україні, у Тернопільському районі Тернопільської области. Адміністративний центр — селище Великі Бірки.
Площа громади — 65,8 км², населення — 5972 осіб (2020).
Утворена 29 серпня 2019 року шляхом об'єднання Великобірківської селищної ради та Малоходачківської сільської ради Тернопільського району.
19 липня 2020 року, в результаті адміністративно-територіальної реформи та ліквідації Тернопільського району, увійшла до складу новоутвореного Тернопільського району.

## Населені пункти
У складі громади 1 селище (Великі Бірки) та 3 села:
- Костянтинівка
- Малий Ходачків
- Смиківці